# Rocket League Sideswipe
Rocket League Sideswipe è un videogioco di calcio del 2021 sviluppato da Psyonix Studios, pubblicato insieme a Epic Games per le piattaforme mobile iOS e Android.
È lo spin-off del videogioco Rocket League, sviluppato e pubblicato dalle medesime case videoludiche.

## Sviluppo
Rocket League Sideswipe è un videogioco di calcio con macchine del 2021 sviluppato da Psyonix Studios, pubblicato insieme a Epic Games per le piattaforme mobile iOS e Android.
È lo spin-off del videogioco Rocket League, sviluppato e pubblicato dalle medesime case videoludiche.
È stato annunciato il 24 marzo 2021 e distribuito il 15 novembre per l'Australia e la Nuova Zelanda in versione alpha. Nel resto delle nazioni, il gioco è stato reso disponibile dal 29 novembre.

## Modalità di gioco
Il gioco al lancio presenta 3 modalità di gioco: Duel, Doubles e Hoops disponibili solo in modalità competitiva e giocabili in 3 differenti arene: Shortsack, S.C. Field, Dunk House.
Stagione 2
In questa stagione è stata introdotta la modalità Volley, la modalità Casual (1v1, 2v2) e il nuovo Rocket Pass. Sono stati anche regalati dei titoli ai giocatori, in base al grado raggiunto nella stagione precedente (Bronzo, Argento, Oro, Platino, ecc.).